# Diarsia brunnea
Diarsia brunnea (tên tiếng Anh: Purple Clay) là một loài bướm đêm thuộc họ Noctuidae. Nó được tìm thấy ở hầu hết châu Âu, phía đông to Ngoại Kavkaz, Kavkaz, Trung Á, Xibia, quần đảo Kuril, Amur, Ussuri, Sakhalin, Hàn Quốc, Nhật Bản, Tây Tạng và Trung Quốc.
Sải cánh dài 35–38 mm. Con trưởng thành bay từ tháng 7 đến tháng 8.
Ấu trùng ăn a wide range of herbaceous plants và shrubs, bao gồm các loài Rumex (bao gồm Rumex acetosella), Dryopteris filix-mas, Luzula sylvatica, Deschampsia flexuosa, Brachypodium sylvaticum, Vaccinium myrtillus, Vaccinium uliginosum, Prunus spinosa, Primula, Rubus, Urtica, Salix và Betula.

## Phụ loài
- Diarsia brunnea brunnea (Europe, Transcaucasia, Caucasus, Trung Á, Siberia)
- Diarsia brunnea urupina (Kuriles, Amur, Ussuri, Sakhalin, Korea, Japan, Tây Tạng, China)

## Hình ảnh

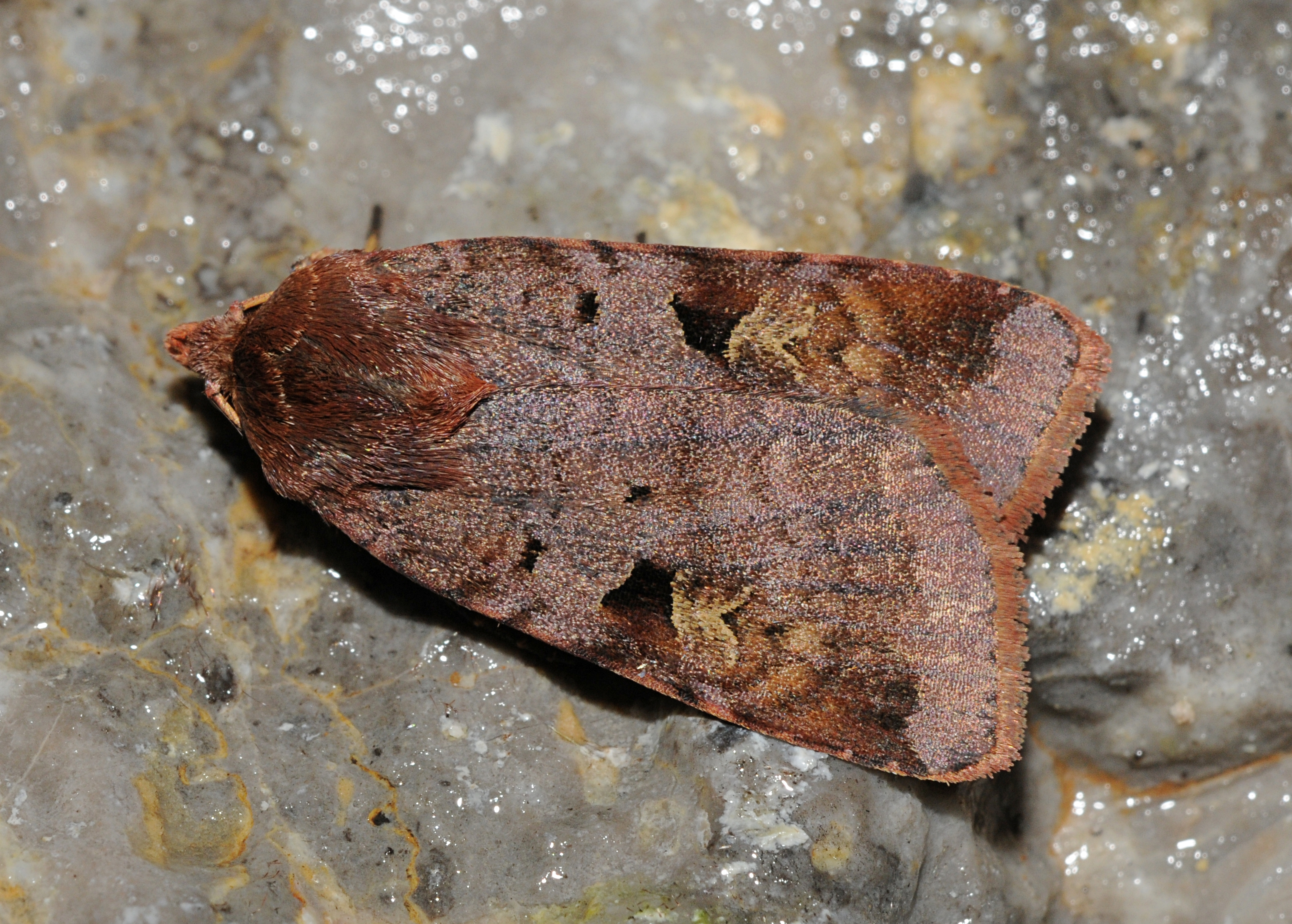
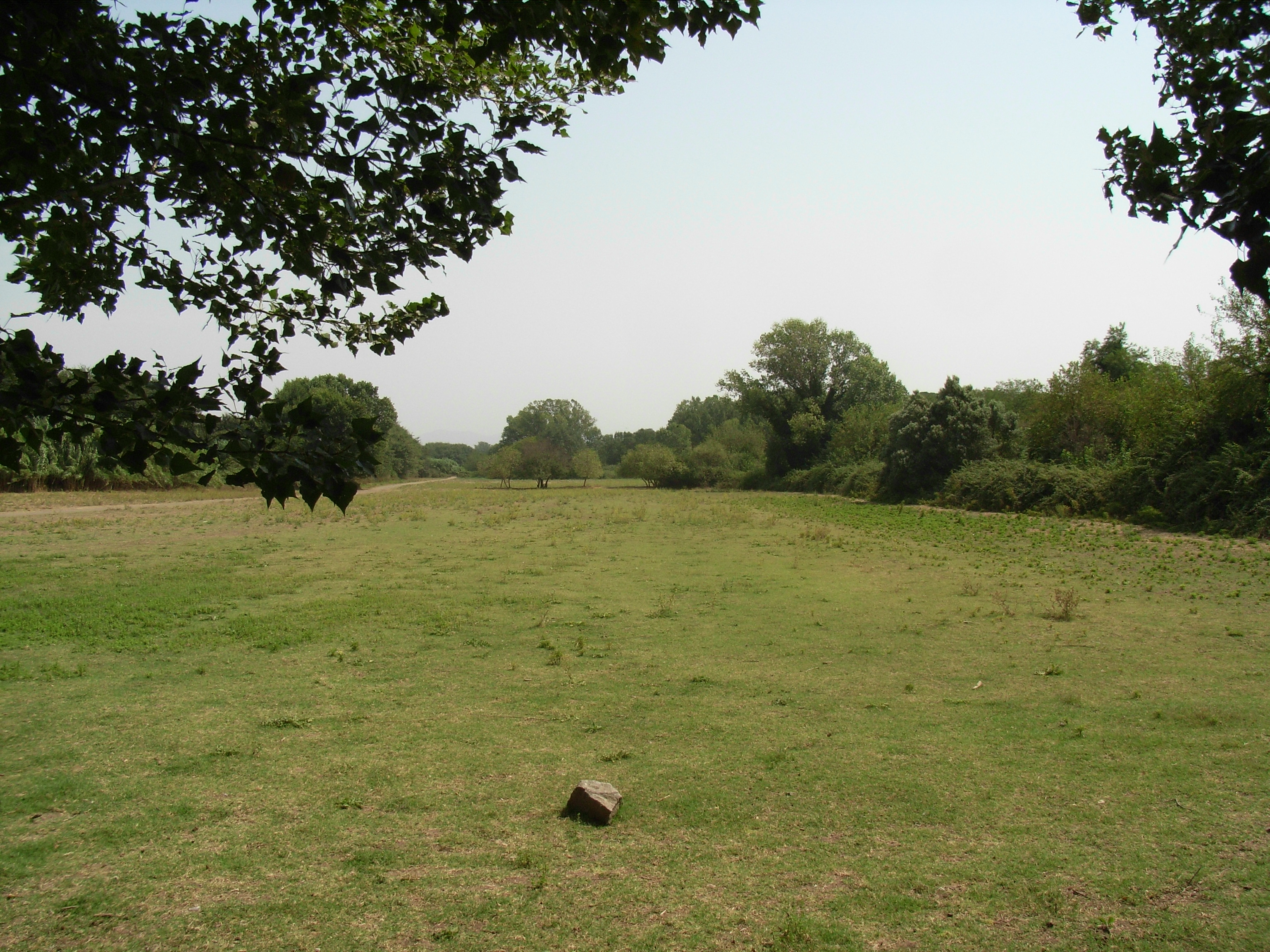
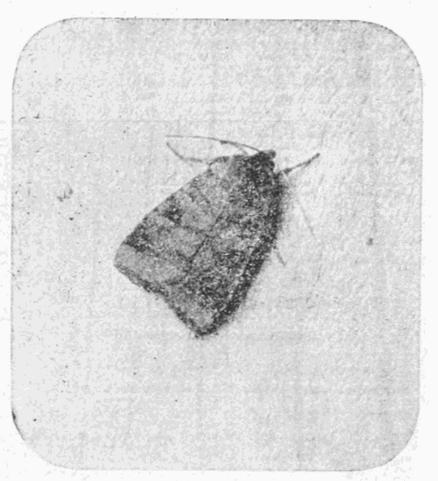
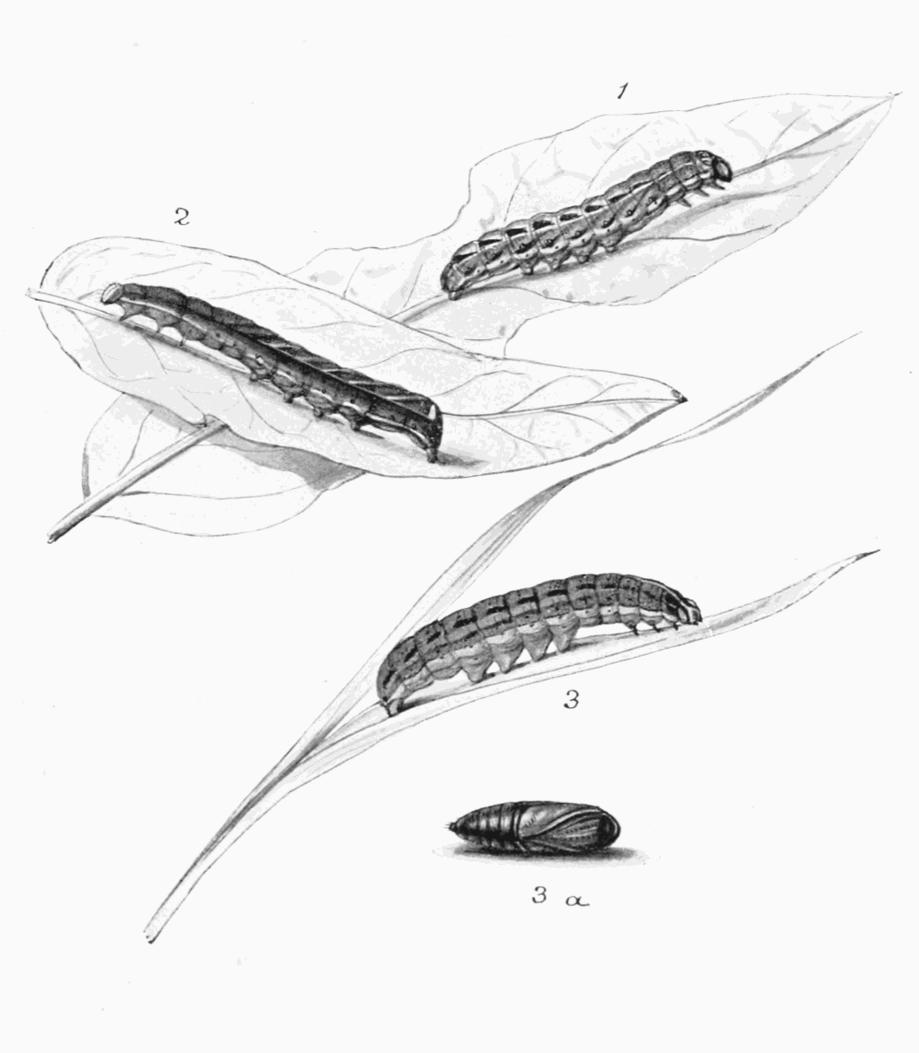